# Factoría Naval de Bellavista
La Factoría Naval de Bellavista fue un establecimiento estatal dedicado al mantenimiento y reparación de las unidades de la Marina de Guerra del Perú. Fue fundado el 22 de mayo de 1845, durante el primer gobierno constitucional del mariscal Ramón Castilla, y se convirtió en uno de los principales establecimientos de su género en América del Sur. Su sede estaba en el antiguo pueblo de Bellavista (hoy distrito), cerca del Callao. Contaba con una fundición de bronce y hierro, que fabricaba cañones, entre otros implementos bélicos; asimismo, disponía de talleres bien equipados para la construcción de todo tipo de maquinarias. Pero sus servicios no solo se circunscribían al área de la defensa militar, sino a muchas otras obras al servicio del Estado y de particulares, especialmente en el área ferrocarrilera y de la industria azucarera. Fue destruida por los chilenos en 1881, durante la guerra del Pacífico. Es el antecedente del Servicio Industrial de la Marina o SIMA, fundado en 1950.

## Historia

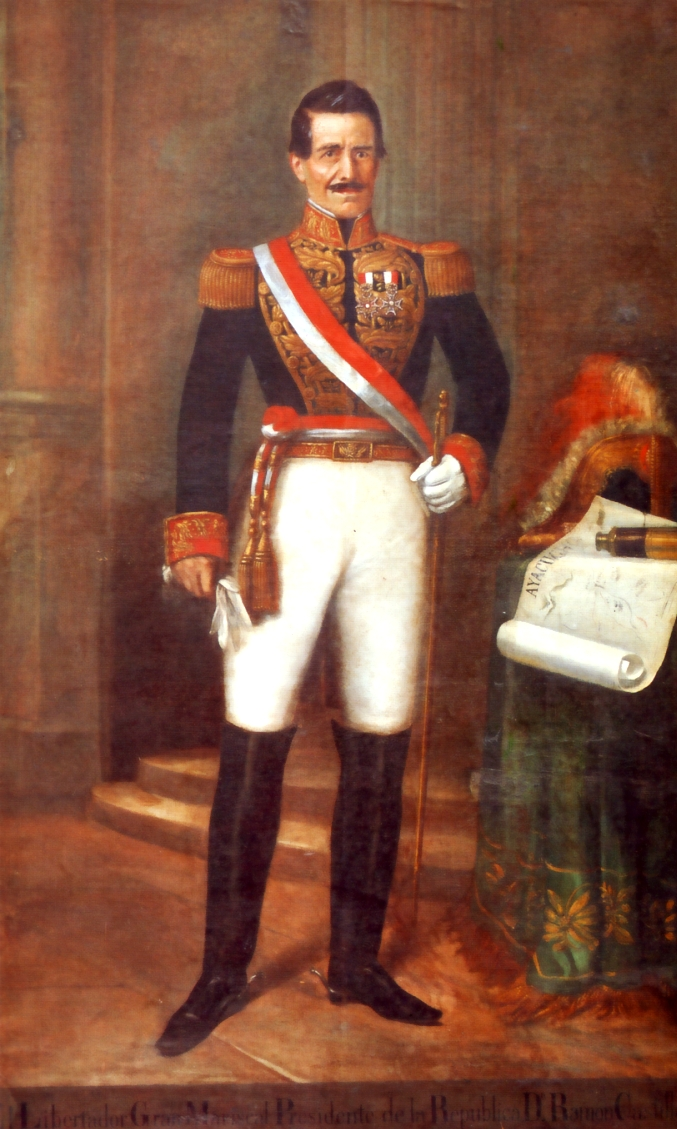
Mariscal Ramón Castilla, bajo cuya presidencia se fundó la Factoría.

El ministro de Guerra y Marina, coronel Manuel de Mendiburu, señaló en su Memoria de agosto de 1845 la necesidad de que Lima contara con una fundición de bronce y otra de fierro (la primera ya había existido durante la época colonial):

Es de suma importancia el que se establezca en esta capital la antigua fundición de bronce de la cual salieron las mejores piezas [de artillería] que tuvo el Callao, debiendo añadírsele una de fierro, bajo la dirección del Cuerpo de Artillería.

El general José Rufino Echenique, uno de los sucesores de Mendiburu en el ministerio de guerra y marina, persuadió al presidente Castilla para que enviase a Estados Unidos al ingeniero Jorge Rumwill con el fin de que ordenase la construcción de las máquinas necesarias y adquiriera los materiales convenientes para esa factoría. Para fines de 1849 esta ya operaba bajo la dirección de Rumwill. 
La factoría llegó a tener siete secciones:
- Dibujo y modelería.
- Fundición de fierro y bronce.
- Maquinaria.
- Fundición de cobre.
- Plomería.
- Herrería.
- Calderería.

Tenía 50 máquinas y aparatos de la mejor clase para ejecutar cualquier obra de su ramo. El movimiento de todas sus maquinarias dependía de un solo motor a vapor, vertical, de alta presión, de 20 caballos nominales de fuerza.  En estos talleres se construyeron máquinas y otras muchas obras para el servicio de Estado y de los particulares, dejándose así de solicitárselas a Estados Unidos o a Europa. En su mensaje al Congreso Extraordinario de 1851, Castilla expresaba que esta factoría-fundición era el primer establecimiento  de su género de América del Sur; además señalaba que el Estado había empezado a ahorrar en la compostura y fabricación del armamento del Ejército y la Marina, y que con el producto de las numerosos servicios hechos a particulares de dentro y fuera de la República, pronto se recuperaría el capital invertido en dichas instalaciones. Además, daba instrucción y trabajo a muchos peruanos industriosos.
Durante el gobierno del general José Rufino Echenique, el 28 de abril de 1852  se promulgó el primer Reglamento Orgánico de la Factoría Naval, que tenía por finalidad optimizar sus operaciones que se iban incrementándose considerablemente. Este reglamento ya la denominaba oficialmente como Factoría Naval de Bellavista. 
Posteriormente, el 7 de agosto de 1861, por disposición del presidente Juan Antonio Pezet, la Factoría pasó a la administración de la Armada, disponiéndose la creación de la Superintendencia de la Factoría Naval, cargo que sería ejercido por un capitán de navío al que estarían subordinados todos los empleados y dependientes de ella, mejorándose de tal manera su funcionamiento

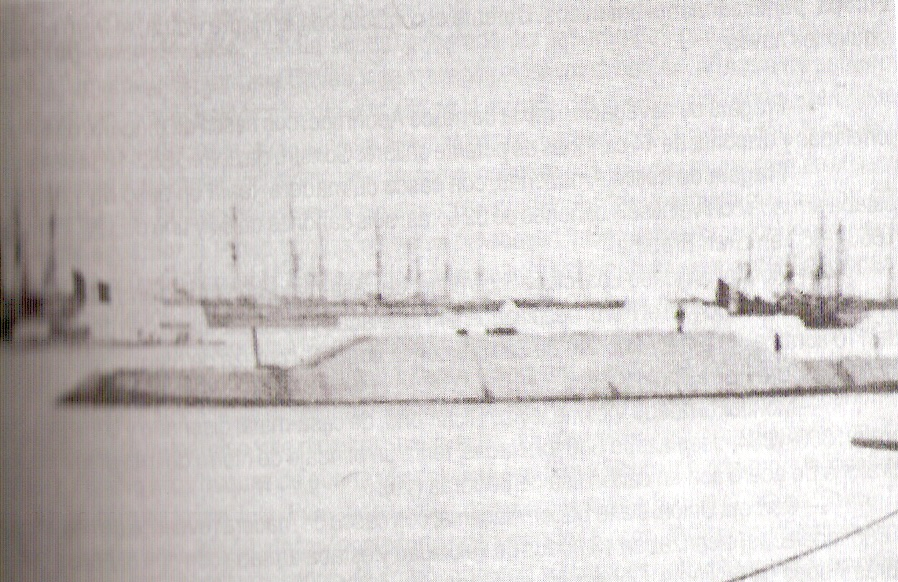
Fotografía del Loa, convertido en monitor blindado durante la guerra contra España; al fondo a la izquierda se puede observar al monitor Victoria.

Poco después, la Factoría participó en la primera construcción de un blindado en América del Sur, el monitor Victoria, y en la conversión del vapor Loa en un monitor blindado. Ambos buques formaron parte de la escuadra peruana que se enfrentó a la flota española durante el Combate del Callao del 2 de mayo de 1866.

## Final
Durante la Guerra del Pacífico, la Factoría volcó todos sus esfuerzos en la defensa nacional atendiendo los requerimientos tanto de la Armada como del Ejército Peruano y tuvo sin duda un papel protagónico en la guerra, aunque no se han hecho todavía estudios detallados al respecto. 
Cuando en 1881 cayó Lima y el Callao en poder de los chilenos, la Factoría sucumbió inevitablemente bajo la labor destructiva de los invasores. Tal fue el arrasamiento que sufrió que actualmente es imposible precisar el lugar exacto donde se elevaba. Rememorando su pasada grandeza, uno de los párrafos de la Memoria del Ministro de Guerra y Marina del año 1881, dice que: 

...La factoría Naval de Bellavista, fundada en 1845, era sin duda el mejor establecimiento militar en el Pacífico. Por la naturaleza de sus labores cooperaba de la manera más eficaz al buen servicio de nuestros buques. Su valor estimado en plata ascendía más o menos a un millón de soles: y a pesar de los esfuerzos que el gobierno ha hecho en el sentido de su conservación, no ha podido ser salvada de los estragos de la guerra. Sus importantes y bien montados talleres, no solamente eran un poderoso auxiliar para la Marina Nacional, sino también un elemento de prosperidad y desarrollo para las industrias mecánicas y agrícolas de la República.

La Factoría Naval de Bellavista es el antecedente republicano más antiguo de la actual empresa Servicios Industriales de la Marina S.A. o SIMA.